# 사가현 제1구
사가현 제1구(일본어: 佐賀県第1区)는 일본의 중의원 선거구이다. 

## 역사
1994년 공직선거법 개정으로 신설되었다. 2002년과 2013년 공직선거법이 개정되어 구역 변동이 있었다.

## 지역
- 사가시
- 도스시
- 간자키시
- 간자키군
- 미야키군

## 역대 국회의원
| 선거 | 선거          | 의원              | 정당       |
| ---- | ------------- | ----------------- | ---------- |
|      | 1996년 제41회 | 하라구치 가즈히로 | 신진당     |
|      | 2000년 제42회 | 사카이 다카노리   | 자유민주당 |
|      | 2003년 제43회 | 하라구치 가즈히로 | 민주당     |
|      | 2005년 제44회 | 후쿠오카 다카마로 | 자유민주당 |
|      | 2009년 제45회 | 하라구치 가즈히로 | 민주당     |
|      | 2012년 제46회 | 이와타 가즈치카   | 자유민주당 |
|      | 2014년 제47회 | 하라구치 가즈히로 | 민주당     |
|      | 2017년 제48회 | 하라구치 가즈히로 | 무소속     |

## 역대 선거 결과

### 2017년 (제48회)
|  | 55.65% |

|  | 41.66% |

|  | 2.68% |

## 같이 보기
- 사가현 선거구